# Matvey Mamykin
Matvey Mamykin (né le 31 octobre 1994 à Moscou) est un coureur cycliste russe.

## Biographie

### L'ascension d'un grimpeur
En 2014, à l'âge de 19 ans, Matvey Mamykin signe son premier contrat avec la formation continentale Team 21. Il se fait remarquer une première fois lors de la première étape du Tour du Val d'Aoste, où il termine 3e derrière Manuel Senni et Giulio Ciccone. 
L'année suivante, après avoir intégré l'équipe Itera-Katusha, réserve de Katusha, Matvey Mamylin signe quelques résultats encourageants, comme une 9e place lors de la Course de la Paix espoirs. Mais c'est à nouveau au Tour du Val d'Aoste que le jeune coureur va se distinguer, remportant avec plus de trois minutes d'avance sur son dauphin l'étape de Valtournenche. 
Après un bon Tour Alsace, il est sélectionné au sein de l'équipe nationale de Russie espoirs pour participer au Tour de l'Avenir, un mini Tour de France pour les coureurs de moins de 23 ans. Il remporte la dernière étape et le classement du meilleur grimpeur et termine troisième du classement général. En fin de saison, il signe un contrat avec la formation Katusha, qui l'engage pour deux ans.

### 2016-2017: chez Katusha
Rapidement, l'équipe russe va offrir à son jeune coureur la possibilité de disputer des courses au plus haut niveau, comme le Tour de Catalogne, le Tour de Suisse ou encore le Tour de Pologne. Mais c'est au Tour de Burgos que Matvey Mamykin va faire ses preuves. 8e au classement final à moins d'une minute d'Alberto Contador, il termine meilleur jeune de l'épreuve. 
Au moins d'août 2016, il découvre le Tour d'Espagne, qu'il termine 24e. En fin de saison, il prend part au Tour de Lombardie, qu'il conclut à la 16e place. 
L'année suivante est plus délicate pour le coureur, qui continue son apprentissage sur les routes du Tour d'Italie. Sans résultat marquant, il doit attendre la cinquième étape du Tour d'Espagne pour inscrire son nom dans un top 10 d'étape individuelle, avant de devoir abandonner à deux jours de l'arrivée à Madrid. Victime d'une lourde chute, il souffre d'une fracture du bassin qui marque la fin de sa saison.

### 2018: passage éclair chez Burgos
En fin de saison, l'équipe continentale espagnole Burgos BH annonce avoir signé Matvey Mamykin, qui endosse le rôle de leader en 2018. Souffrant toujours des séquelles de sa chute sur le Tour d'Espagne 2017, l'équipe annonce que ses problèmes physiques persistent et il ne se sent pas à l'aise avec le vélo. Mamykin court sept épreuves entre janvier et avril, mais abandonne à chaque fois. Le 1er août, le coureur et l'équipe annonce se séparer d'un commun accord .

## Palmarès et classements mondiaux

### Palmarès sur route
- 2013
  - 12e étape du Friendship People North-Caucasus Stage Race
  - 3e du championnat de Russie de la montagne
- 2015
  - 3e étape du Tour de la Vallée d'Aoste
  - 7e étape du Tour de l'Avenir
  - 3e du Tour de l'Avenir
- 2016
  -  Champion de Russie du contre-la-montre espoirs
- 2018
  - 7e étape de la Friendship People North-Caucasus Stage Race

### Résultats sur les grands tours

#### Tour d'Italie
1 participation
- 2017 : 87e

#### Tour d'Espagne
2 participations
- 2016 : 24e
- 2017 : abandon (19e étape)

### Classements mondiaux
| Année           | 2014 | 2015 |
| --------------- | ---- | ---- |
| UCI Europe Tour | 968e | 281e |